# Road Redemption
Road Redemption là một video game đua xe chiến đấu được phát triển bởi Pixel Dash Studios và EQ Games như một sự kế thừa tinh thần cho loạt video game đua xe chiến đấu Road Rash. Phiên bản đang thực hiện đã có sẵn thông qua Steam Early Access. Trò chơi cuối cùng được phát hành trên PC vào ngày 4 tháng 10 năm 2017. Các phiên bản Console của Road Redemption được phát hành vào ngày 6 tháng 11 năm 2018.

## Lối chơi
Trò chơi đóng vai trò kế thừa tinh thần cho loạt video game đua xe chiến đấu Road Rash. Trò chơi nhằm mục đích tái hiện sự đơn giản và mô típ quen thuộc của trò chơi Road Rash, đồng thời giới thiệu giao diện đồ họa và lối chơi hiện đại hơn. Ngoài các vũ khí cận chiến đặc trưng trong Road Rash, Road Redemption còn giới thiệu các loại súng trong tùy chọn của người chơi về vũ khí. Trò chơi sẽ có các chế độ nhiều người chơi chia màn hình, bao gồm cả các chế độ dựa trên nền tảng máy tính, một điều khá hiếm trong nền tảng này. Phiên bản Wii U được đề xuất cũng sẽ có tính năng cho phép nhiều người chơi cùng tham gia với một người chơi trên TV và người còn lại chỉ sử dụng màn hình Wii U GamePad.